# مت کراسلی
مت کراسلی (انگلیسی: Matt Crossley؛ زادهٔ ۱۸ مارس ۱۹۶۸) بازیکن فوتبال اهل بریتانیا است.
از باشگاه‌هایی که در آن بازی کرده‌است می‌توان به باشگاه فوتبال وایکام واندررز و باشگاه فوتبال آلدرشات تاون اشاره کرد.